# Di sma undar jårdi
Di sma undar jårdi ("De små under jorden", gotländska sagoväsen motsvarande vättar) är en svensk pop/rock-grupp.
År 1985 blev de kända med låten "Snabbköpskassörskan", skriven av artisten Tomas Ledin under pseudonymen Jonas Moberg.

## Medlemmar
- Göran Ringbom – sångare och frontfigur, lämnade gruppen år 1988
- Janne Bertholdsson – gitarr, sång
- Hasse Tholin – Elkontrabas
- Mikael Carlson – dragspel, klaviatur
- Thomas Österdahl – trummor